# Comitopuli
Dinastia Comitopuli (bulgară: Династия на комитопулите; greacă bizantină: Κομητόπουλοι) a fost ultima dinastie regală a Primului Țarat Bulgar, care a domnit din cca. 976 până la căderea Bulgariei sub dominație bizantină în 1018.
Cel mai important conducător a fost țarul Samuel care a rezistat cu succes atacurilor bizantine timp de 40 de ani.